# Сент Ан
Сент Ан (фр. Sainte-Anne, Guadeloupe) град је у Француској, у департману Гваделуп.
По подацима из 1999. године број становника у месту је био 20.410.

## Демографија
| 1999.  | 2011.  |
| ------ | ------ |
| 20.410 | 24.346 |